# اچ‌ام‌اس سامرست (۱۷۳۱)
اچ‌ام‌اس سامرست (۱۷۳۱) (به انگلیسی: HMS Somerset (1731)) یک کشتی بود که طول آن ۱۵۸ فوت (۴۸ متر) بود.